# Spaniens Grand Prix 1976
Spaniens Grand Prix 1976 var det fjärde av 16 lopp ingående i formel 1-VM 1976. 

## Resultat
1. James Hunt, McLaren-Ford, 9 poäng
2. Niki Lauda, Ferrari, 6
3. Gunnar Nilsson, Lotus-Ford, 4
4. Carlos Reutemann, Brabham-Alfa Romeo, 3
5. Chris Amon, Ensign-Ford, 2
6. Carlos Pace, Brabham-Alfa Romeo, 1
7. Jacky Ickx, Wolf-Williams-Ford
8. Tom Pryce, Shadow-Ford
9. Alan Jones, Surtees-Ford
10. Michel Leclère, Wolf-Williams-Ford
11. Clay Regazzoni, Ferrari
12. Jacques Laffite, Ligier-Matra
13. Larry Perkins, Boro-Ford

### Förare som bröt loppet
- Jochen Mass, McLaren-Ford (varv 65, motor)
- Jean-Pierre Jarier, Shadow-Ford (61, elsystem)
- Jody Scheckter, Tyrrell-Ford (53, motor)
- John Watson, Penske-Ford (51, motor)
- Arturo Merzario March-Ford (36, växellåda)
- Mario Andretti, Lotus-Ford (34, växellåda)
- Patrick Depailler, Tyrrell-Ford (25, olycka)
- Vittorio Brambilla, March-Ford (21, upphängning)
- Hans-Joachim Stuck, March-Ford (16, växellåda)
- Ronnie Peterson, March-Ford (11, transmission)
- Emerson Fittipaldi, Fittipaldi-Ford (3, transmission)

### Förare som ej kvalificerade sig
- Brett Lunger, Surtees-Ford
- Loris Kessel, RAM (Brabham-Ford)
- Emilio Zapico, Mapfre-Williams (Williams-Ford)
- Emilio de Villota, RAM (Brabham-Ford)
- Harald Ertl, Hesketh-Ford
- Ingo Hoffman, Fittipaldi-Ford